# Paul et Virginie (comédie musicale)
Pour les articles homonymes, voir Paul et Virginie.

Paul et Virginie est une comédie musicale de Jean-Jacques Debout créée au Théâtre de Paris en octobre 1992, d'après le roman de Bernardin de Saint-Pierre.
Une séance fut jouée au profit des Restos du Cœur.

## Fiche technique
- Mise en scène : Régis Santon
- Paroles et musique : Jean-Jacques Debout sauf :
  - Comme un grand arc-en-ciel et Amis chantons : musique de Philippe Barbier et Jean-Jacques Debout
- Arrangements : Michel Bernholc

## Distribution originale
- Virginie : Claire Keim ou Veronica Antico
- Paul : Emmanuel Curtil
- Bernardin-de-St-Pierre : Jean-Jacques Debout
- Virginie jeune : Laetitia Legrix, Lynda Zaoui
- Paul jeune : Ludwig Briand ou Benjamin Cazorla
- Mme de La Tour : B. Willar
- Marguerite : V. Demonge
- Domingue : J. Michalon
- Marie : M. Montfort
- Chœur : Dominique Magloire, Ariane Dubillard, Fabrice de la Villehervé, Benoît Lauben, Artus De Penguern, S. Bromberg, C. Minich, N. Mokedden, D. Miotello, G.P. Mineur, J. Rajohnson.

## Titres
1. Bourlingueur des étoiles
2. Nous avons deux enfants
3. Quand le destin
4. Elle
5. Missié a crié au voleur
6. Notre nouveau paradis
7. Comme un grand arc-en-ciel
8. Oh oh l'oiseau
9. Dieu nous a donné rendez-vous
10. Paul et Virginie
11. Pour ce bateau qui s'en va
12. Seule à Paris
13. A bord du St-Geran
14. Amis chantons